# Christian Lacour
 (janvier 2015).
Si vous disposez d'ouvrages ou d'articles de référence ou si vous connaissez des sites web de qualité traitant du thème abordé ici, merci de compléter l'article en donnant les références utiles à sa vérifiabilité et en les liant à la section « Notes et références ».
Pour les articles homonymes, voir Lacour.
Christian Lacour-Ollé est un libraire, éditeur, imprimeur et militant régionaliste français, créateur des éditions Lacour.

## Biographie
En 1985, il est élu correspondant de l'Académie de Nîmes, mais démissionne par la suite.

### Carrière politique
D'abord adjoint au maire de Nîmes, Alain Clary, de 1995 à 2001, il rejoint ensuite l'Union pour la démocratie française (UDF), dont il est exclu.
Il est le fondateur de l'Union nîmoise pour l'indépendance et le renouveau (UNIR) et le président du cercle radical de la ville ; il anime plusieurs associations avec ses proches Daniel Lauriol et Christophe Plan.
En 2003, il anime un mensuel, La Gazette d'Auguste, dans lequel il critique Jean-Paul Fournier.
En 2021, il est candidat aux régionales sur la liste conduite par Jean-Luc Davezac.